# Dinamo Krasnodar (volley-ball féminin)
Pour les articles homonymes, voir Dinamo Krasnodar.
Maillots
Le Dinamo Krasnodar est un club russe de volley-ball féminin fondé en 1946 et basé à Krasnodar, évoluant pour la saison 2019-2020 en Superliga.

## Palmarès
- Coupe de Russie[3]
  - Vainqueur : 1994, 2014[4]2015[5]
  - Finaliste : 1993, 2010.
- Coupe de la CEV[3]
  - Vainqueur : 2015[6]2016[7]
  - Finaliste : 2011.
- Challenge Cup[3]
  - Vainqueur : 2013.
- Championnat du monde des clubs
  - Finaliste : 2015[8]

## Effectifs

### Saison 2020-2021
| No                                           | Nom                                          | Date de naissance                            | Taille                         | Poids                          | Poste                          |
| -------------------------------------------- | -------------------------------------------- | -------------------------------------------- | ------------------------------ | ------------------------------ | ------------------------------ |
| 1                                            | Angelina Lazarenko                           | 13 avril 1998                                | 192                            | 76                             | Centrale                       |
| 2                                            | Iekaterina Pipounyrova                       | 10 février 2000                              | 189                            | 60                             | Réceptionneuse-attaquante      |
| 3                                            | Maria Perepelkina                            | 9 mars 1984                                  | 187                            | 72                             | Centrale                       |
| 6                                            | Tamara Zaïtseva                              | 16 décembre 1994                             | 175                            |                                | Libero                         |
| 7                                            | Maria Khaletskaïa                            | 31 juillet 1994                              | 195                            | 78                             | Attaquante                     |
| 8                                            | Svetlana Soukhoverkhova                      | 20 avril 1992                                | 184                            |                                | Réceptionneuse-attaquante      |
| 9                                            | Vera Vetrova                                 | 21 août 1986                                 | 180                            | 73                             | Passeuse                       |
| 10                                           | Ekaterina Lazareva                           | 13 décembre 1995                             | 182                            |                                | Passeuse                       |
| 12                                           | Bogoumila Biarda                             | 24 mai 1999                                  | 191                            | 75                             | Attaquante                     |
| 13                                           | Iessenia Michaguina                          | 12 janvier 2001                              | 178                            | 59                             | Passeuse                       |
| 15                                           | Olga Zoubareva                               | 8 novembre 1998                              | 189                            | 73                             | Centrale                       |
| 16                                           | Rimma Gontcharova                            | 11 mai 1995                                  | 187                            | 67                             | Centrale                       |
| 17                                           | Anguelina Sperskaïte                         | 11 février 1997                              | 188                            | 72                             | Réceptionneuse-attaquante      |
| 18                                           | Iekaterina Tretiakova                        | 19 octobre 1984                              | 176                            | 65                             | Libero                         |
| 20                                           | Olga Zvereva                                 | 5 mars 2000                                  | 185                            | 72                             | Réceptionneuse-attaquante      |
|                                              |                                              |                                              |                                |                                |                                |
| Encadrement technique                        | Encadrement technique                        |                                              | Légende                        | Légende                        | Légende                        |
| Entraîneur : Konstantin Ouchakov             | Entraîneur : Konstantin Ouchakov             | Entraîneur : Konstantin Ouchakov             | : Capitaine                    | : Capitaine                    | : Capitaine                    |
| Entraîneur(s) adjoint(s) : Pavel Zabouslaïev | Entraîneur(s) adjoint(s) : Pavel Zabouslaïev | Entraîneur(s) adjoint(s) : Pavel Zabouslaïev | : Joueuse blessée actuellement | : Joueuse blessée actuellement | : Joueuse blessée actuellement |